# Benasau
Benasau község Spanyolországban, Alicante tartományban. Lakosainak száma 171 fő (2024). Benasau Alcoleja, Confrides, Gorga, Penàguila és Quatretondeta községekkel határos.

## Népesség
A település lakosságának változását az alábbi diagram mutatja:
| Lakosok száma | 187  | 237  | 210  | 190  | 178  | 158  | 158  | 151  | 170  | 171  |
|               | 2001 | 2004 | 2006 | 2009 | 2011 | 2014 | 2016 | 2019 | 2021 | 2024 |